# 細胞口
細胞口（さいぼうこう、英:cytostome）とは繊毛虫類や鞭毛虫類の一部（エクスカバータ、ストラメノパイルなど）に認められる摂食のための開口部。一般に体の前方にあり、開口部が体表にある場合と体表から陥凹した腔内にある場合とがある。細胞口から取り入れられた食物は食胞として取り入れられ、その内部で消化が行われる。
繊毛虫の細胞口の周辺は、単に普通の繊毛が並んでいるだけの場合もあるが、特に細胞口へ食物を流し込むための繊毛帯のような構造が発達する例も多い。